# تاريخ بيروت
يعود تاريخ بيروت إلى أكثر من 5000 عام. تدل أعمال الحفريات الأثرية في وسط بيروت على تنوع الحضارات التي مرت على المدينة، فقد عُثر على طبقات متعددة من الآثار الفينيقية والهيلينية والرومانية والعربية والعثمانية التي تبعد عن بعضها بمسافة ضئيلة.و تعتبر بيروت من أقدم المدن على الساحل الشرقي للبحر المتوسط، وبالتالي من أولى المدن في العالم القديم. ويعود تاريخ تخطيطها إلى أقدم القرون، وكانت رقعة بيروت تضيق وتتسع باختلاف الدول التي مرت عليها من زمن لآخر.
والحقيقة أن الكنعانيين استوطنوا الساحل الشرقي للبحر المتوسط، ثم نمت تلك القبائل وتفرقت واتخذت لها المستعمرات على طول الساحل، وصارت كل منها شبه مملكة صغيرة مستقلة بالحكم والتدبير عن سواها. وأشهر هذه الممالك، مملكة أرواد ومملكة جبيل ومملكة بيروت ومملكة صيدون ومملكة صور. والمرجح أن الجيليين هم الذين تقدموا إلى الجنوب، فبنوا أولاً مستعمرة بيروت قبل صيدون، وجعلوها مملكة متاخمة لمملكة جبيل، كان طولها يبلغ من الشمال إلى الجنوب 36 كلم بين نهري الكلب والدامور. أما عرضها فكان معدَّله لا يتجاوز عشرة كيلومترات. من شاطئ البحر إلى سفح الجبل. ومع ذلك كانت بيروت ميناءً متواضعاً في تلك الفترة، حيث كانت جبيل هي المدينة الهامة.
واعتبر الكنعانيون بيروت مدينة مقدسة، ومكرسة لعبادة {بعل بريت}، حيث كان أهل بيروت يدينون بالوثنية. وإلى عصر الكنعانيين يعود بناء سور بيروت، فيذكر صالح بن يحيى أن {بيروت مدينة قديمة جداً يستدل على قدمها بعتق سورها، ومع عتقه فهو محدث عليها، استخدموه الأولين من خرايب كانت مقدمة أقدم منه بمدد كثيرة لأننا نجد في السور المذكور قواعد من الرخام وأعمدة كثيرة من الحجر المانع، الذي قد تعب عليها الأولين في عملها وجلبها، وأنفقوا عليها أموالهم، فدل ذلك على أنها من خرايب قديمة، كانت عظيمة البناء، جليلة المقدار، فاستهانوها الذين جاؤوا بعدهم وجعلوها في السور المذكور مكان الحجارة التي لا قيمة لاستغنائهم عنها بكثرة أمثالها، ودل ذلك على أن العماير الأولى كانت أعظم من الثانية}، ثم يردف قائلاً: {ومما يستدل على قدم بيروت، من قدم صيدا وصور بالمجاورة لها، يقال إن صيدا مدينة عمرت بعد الطوفان. وقد أدى تعدد الممالك الساحلية إلى قيام التنافس والحروب فيما بينها، وقد سعى الصيدونيون أكثر من مرة إلى قهر سلطة أهل بيروت واستعبادهم فردهم البيروتيون خاسرين}.
وكان الخطر الكبير على مدينة بيروت وحكومات المدن الساحلية، من جانب الدول الكبرى التي كانت تحاول السيطرة عليها، بدءاً بمصر الفرعونية، مروراً بالآشوريين والفرس، فاليونان والرومان.

## التسمية
اختلف المؤرخون في أصل اسم بيروت، برأيين بارزين، يقول تفسير، أن الاسم مشتق من كلمة بيروتا الآرامية، ومعناها الصنوبرة ويلفظ بيرو هواز، وذهب الاعتقاد الثاني أن الكلمة تعني بئر جمع آبار، كما في العبرية بئروت، والعربية بئر من جذر بير في اللغات المشرقية القديمة، ذلك أن بيروت اشتهرت بوجود الآبار والينابيع منذ القدم، وكذلك اشتهرت بأشجار الصنوبر.
ولكن أقدم ذكر موثق عبر التاريخ في الوثائق التاريخية لاسم بيروت ورد بلفظ «بيروتا» في ألواح تل العمارنة التي وجدت في مصر، والتي تحوي مراسلات تمت بين ملوك جبيل والفرعون امينوفيس الرابع المعروف بأخناتون (مطلع القرن الرابع عشر ق.م.) ورد فيها اسم «بيروتا» وملكها "عمونيرا"
وبيروت، ورد ذكرها في رسائل تل العمارنة بيروتا وفي النقوش المصرية بي أور تا كما ورد في التوراة بيروث، وهي البيرة قرب رام الله، وفي نبوءة حزقيال 16.47 بيروتا قرب حماة.
وذكر أن «بيروت» بالمعنى السامي تعني «الصنوبر» لغابات الصنوبر، بسبب وقوعها بالقرب من غابة صنوبر كبيرة هي اليوم ما يُعرف بحرش أو حرج بيروت. ومن الأسماء الأخرى التي دعيت بها منطقة بيروت هو: «لاذقية كنعان»، «مستوطنة جوليا أغسطس بيريتوس السعيدة»، «دربي»، «رديدون»، «باروت».
ولقبت المدينة عبر العصور بالعديد من الألقاب منها: سماها الفينيقيون «بالمدينة الإلهة» و«بيروت الأبيّة والمجيدة» لعنادها في مقارعة مدينة «صيدون» و«زهرة الشرق»، وأطلق عليها الرومان «أم الشرائع» بسبب بناء أكبر معهد للقانون بالإمبراطورية فيها. ونعتها العثمانيون «بالدرة الغالية». في العصر الحديث خلدها نزار قباني بلقب «ست الدنيا». وعرفت أيضا باسم «باريس الشرق» خلال فترة الستينات وأوائل السبعينات من القرن العشرين، أي خلال عهد الازدهار الاقتصادي في لبنان.

## النشأة
نشأت بيروت في عصر ما قبل التاريخ، وكانت أرضاً صخرية تغمرها مياه البحر التي إنحصرت في العصر الحجري القديم، فظهرت هذه الأرض على الشاطئ الشرقي للبحر المتوسط. ومنذ نهاية الألف السابع قبل الميلاد، عاش فيها إنسان العصر الحجري الحديث. وفي مطلع الألف الثاني قبل الميلاد، نزح شعب سامي من شبه الجزيرة العربية، فسكنها لتحمل مع بقية المدن الساحلية اسمه المدن الكنعانية، وقد سكنها الشعب الكنعاني في الفترة (2000-1200 ق.م). وفي هذه الفترة أيضاً تبلورت علاقات مصر الفرعونية ببيروت وبقية المدن الساحلية، وخاصة مدينة جبيل {بيبلوس}، والتي استمرت أكثر من ثمانية قرون.
وعاشت بيروت مع المدن الفينيقية عصرها الذهبي، بعد تحررها من النفوذ المصري، لمدة ثلاثة قرون 1200-900 ق.م. ولكنها كانت دوماً محط الدول الكبرى التي تنشأ وتزول، فهبرها الآشوريون والكلدان والفرس، ودخلت نحت نفوذهم (900-333 ق.م)
كما دخلها الاسكندر المقدوني، لتدخل تحت حكم اليونان (333-64 ق.م).

## أصل السكان
بدأت هجرة الشعوب السامية من شبه الجزيرة العربية نحو الشمال الشرقي في النصف الأول من الألف الثالث قبل الميلاد. ومن هذه الهجرات تفرعت شعبة كنعان، التي سكنت الساحل الشرقي للبحر المتوسط، وشعبة أمورو، التي سكنت الداخل، في الثلث الأخير من الألف الثالث قبل الميلاد. وليس لدينا دليل على وجود الساميين قبل الهجرة الأمورية/الكنعانية. ويمكن أن يكون أصل الشعب الذي عاش في بيروت والساحل قبل تلك الهجرة، هو مزيج من عروق وشعوب عاشت في العصر الحجري الحديث، أي منذ نهاية الألف السابع قبل الميلاد، وربما تداخلت فيه بعض العناصر السامية. وعلى هذا الأساس يمكن إطلاق كلمة كنعان والكنعانيين على الأرض والشعب السامي الذي عاش في بيروت وساحل البحر المتوسط الشرقي، منذ نهاية الألف الثالث قبل الميلاد وحتى هجوم الشعوب البحرية حوالي القرن الثاني عشر قبل الميلاد، أي في الفترة 2000-1200 قبل الميلاد.
كما يمكن إطلاق تسمية فينيقيا والفنيقيين على الأرض والشعب السامي الذي سكن بيروت والساحل، منذ القرن الثاني عشر قبل الميلاد وحتى فتوحات الاسكندر المقدوني، أي في الفترة {1200-333 قبل الميلاد}.
فالشعب الذي سكن بيروت والمدن الساحلية، سواء سمي بالكنعانيين أو بالفينيقيين، هو شعب سامي. والسامية هي تسمية لغوية تطلق على الذين يتكلمون اللغة السامية، وهم الشعوب الأكادية والآشورية والبابلية والكنعانية ـ الفينيقية والآرامية والعبرية والحبشية. وهذه الشعوب تتقارب في اللغة، والمؤسسات الاجتماعية، والعقائد الدينية، والصفات النفسية، والأوصاف الطبيعية. ونستنتج أن الموطن الأصلي لهذه الشعوب السامية هو شبه الجزيرة العربية، حيث كانت تعيش في المكان نفسه وتتكلم اللغة نفسها.

## عصور ما قبل التاريخ

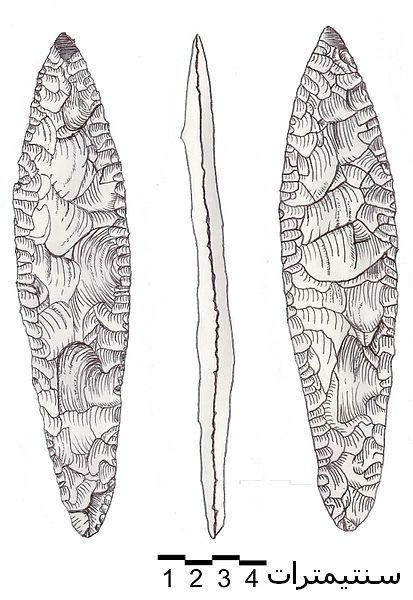
أدوات تقطيع كنعانية مطليّة على أقصى طرفها. يُعتقد بأنها تُشكل جزءًا من مقلاع. صُنعت هذه الأدوات من الصوّان الرمادي النقي، ويُلاحظ أن أجزاءً من جانبيها قد تساقطت بفعل الضغط المستمر عليها. يُحتمل أنها كانت ذات مقبض في عهدها بما أن قاعدها ضيقة بعض الشيء. عُثر عليها في حرم المدرسة الإنجيلية للبنات في منطقة البطركيّة ببيروت.

اكتشف الباحثون وعلماء الآثار عدّة مواقع أثرية تقع ضمن حدود المناطق التي تُشكّل مدينة بيروت المعاصرة، وكان معظم هذه المواقع يحتوي على أدوات صوّانية تعود لعهود متعاقبة تبدأ من العصرين الحجريين: القديم الوسيط والقديم العلوي، مرورًا بالعصر الحجري الحديث ووصولاً إلى العصر البرونزي. أما أبرز هذه المواقع فهي:
- موقع ميناء الحصن: وصفه الباحثون بأنه «قرية بيروتيّة»، ويُرجّح أن موقع الأصلي كان على شاطئ البحر بالقرب من فندقيّ الشرق وبسول، في الجادّة الفرنسية المعروفة محليًا باسم «شارع الفرنساوية».[25][26] اكتُشف الموقع في سنة 1894، ودُرس لأول مرة على يد أحد الآباء اليسوعيين في سنة 1900.[27] وُصفت الأدوات الصوانية التي عُثر عليها في الموقع بأنها موستيرية، وقد احتفظ بها متحف الفنون الجميلة في ليون.[28]
- موقع أم الخطيب: يقع شمال منطقة الطريق الجديدة الحالية، وعُثر فيه على أدوات صوّانية ترجع للعصر النحاسي. تدمّر هذا الموقع بعد أن شُيدت عليه مبان في سنة 1948.[28]
- موقع فرن الشبّاك: يقع على الضفة اليسرى من نهر بيروت، حيث تنتهي حدود المدينة.[27] كانت المنطقة مغطاة سابقًا بالرمال الحمراء التي شكّلت مصاطبًا للنهر ترجع للعصر الرباعي. عثرت مجموعة من الآباء اليسوعيين على هذا الموقع، واكتشفوا فيه عدد كبير من الأدوات الصوّانية التي تعود للعصر الحجري القديم الوسيط، وقد كان معظمها مغروسًا في الرمال على ضفة النهر.[29] شملت المكتشفات حوالي 50 أداة قطع تعود للفترة الأشولينية، يحتفظ بها اليوم المتحف اللبناني للآثار القبتاريخية.[30]
- موقع نهر بيروت: قيل بأنه وقع في بستان لأشجار التوت على الضفة اليسرى للنهر بالقرب من خط سكة الحديد المتوجهة إلى طرابلس. اكتشف في هذا الموقع عدّة بقايا لرماح وحجارة صوّانية مسننة وعظام مدفونة وسط الطمي.[31] وقد شُيّدت عليه مبان في الوقت الحالي.[32]

كما عُثر في مواقع أخرى، أهمها موقعا البطركيّة والبرج، على بقايا فؤوس قديمة، وعلى قبور تعود لأواسط العصر البرونزي، في المنطقة الأخيرة، مما دفع الباحثين للقول أن «تل» بيروت القديم، أو المستعمرة البشرية الرئيسيّة، كانت تقوم في ذاك المكان.

## العصور القديمة

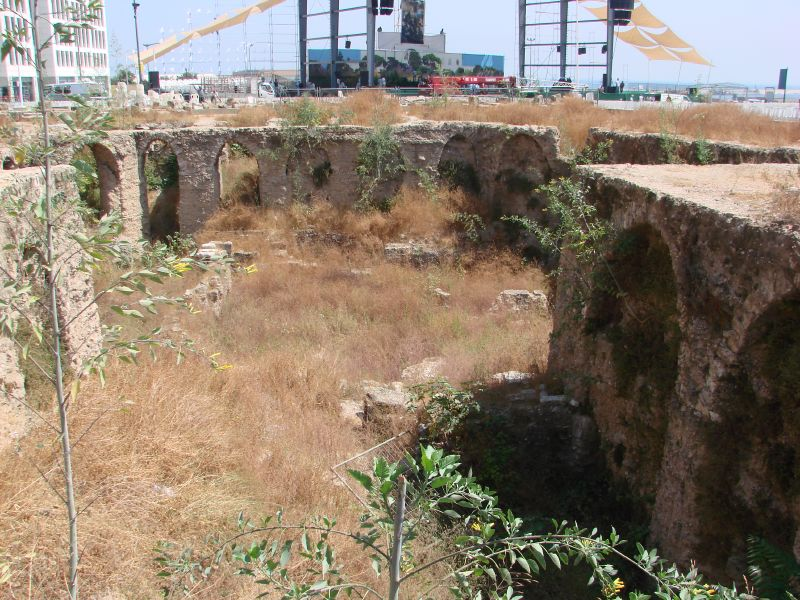
بقايا منشآت فينيقية-رومانية في وسط بيروت، ساحة الشهداء.

بُنيت بيروت من قبل أهل جبيل (بيبلوس) قبل أربعة آلاف سنة، وما لبثت أن كبرت وعمرت بالسكان وأصبحت مملكة مستقلة على الساحل الذي كان يُعرف باسم فينيقيا وعبد أهلها إلها خاصاً بها اسمه «بعل بيريت» أي إله أو سيّد بيروت، وضربت باسمها عملة نقديّة تحمل رسماً يمثل هذا الإله. وأول إشارة لمدينة بيروت تعود للقرن الخامس عشر قبل الميلاد حيث ذكرت في رسائل تل العمارنة المسمارية التي ذكرت عن «عمونيرا» ملك «بيريت». الذي أرسل ثلاث رسائل إلى الفرعون المصري. كما ذكرت «بيريت» في رسائل «رب حدا» ملك جبيل. وأنشئت أول مستوطناتها على جزيرة وسط نهرها التي طُمرت عبر الأزمان.
خضعت بيروت لحكم المصريين بعد أن قام الفرعون تحتموس الثالث باحتلال الساحل الشرقي للبحر المتوسط أثناء طرده للهكسوس من مصر، وبعد المصريين قام كل من الآشوريين والكلدانيين والفرس بالسيطرة على فينيقيا ومنها بيروت، قبل أن يهزم الإسكندر الأكبر الفرس ويضم المدينة لإمبراطوريته. وفي سنة 140ق.م احتلها ودمرها «ديودوتوس تريفون»، الملك الهيليني، خلال صراعه مع «أنيوخس السابع» للسيطرة على عرش الدولة السلوقية. ومن ثم أعيد بناؤها على الطراز الهيليني وسميت «لاوديسيا الفينيقية» (باليونانية: Λαοδικεια ή του Φοινίκη) وفي بعض الأحيان «لاوديسيا الكنعانية». تقع المدينة اليوم على أنقاض تلك التي بناها اليونان، كما أظهرت الحفريات التي أعيد العمل بها بعد انتهاء الحرب الأهلية سنة 1991. وتشير إحدى الحفريات من سنة 1994 إلى أن شارع «سوق الطويلة» الحديث هو تطور لشارع هيليني أو روماني قديم.

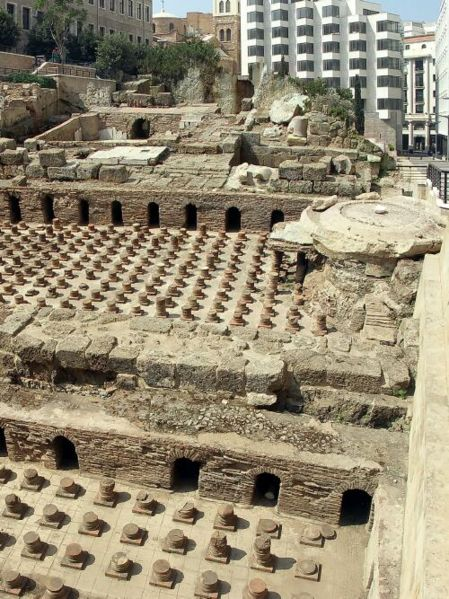
آثار حمامات بيروت الرومانية، وسط المدينة.

واحتل بيروت الجنرال الروماني ماركوس أغريبا في عام 64 ق.م. وسماها «مستوطنة جوليا أغسطس بيريتوس السعيدة» (باللاتينية: Colonia Iulia Augusta Felix Berytus) تيمنا بجوليا بنت الإمبراطور أغسطس ونظرا لأهمية المدينة تمركز فيها الفيلقان الرومانيان: المقدوني الخامس، والغالي الثالث مما حولها إلى جزء من الإمبراطورية الرومانية وبالتالي تمّ تعميرها وفقا للنمط المعماري الروماني، فبُنيت فيها الأبنية، من هياكل ومسارح وحمامات، ومؤسسات حكوميّة فخمة.
عرفت المدينة أزهى أيامها خلال عهد هيرودوس فأصبحت مدينة رومانية كاملة الحقوق في سنة 14 ق.م، ومنحت لقب المستمعرة الممتازة. اشتهرت بيروت تحت الحكم الروماني بمدرسة القانون والتي استمرت بتدريس الحقوق لأكثر من 300 عام، وكانت في ذلك العهد مرجعاً لطلاب العلم من الوطنيين والأجانب. وهي المدرسة التي أكسبت المدينة في ذلك الحين للقب «أم الشرائع ومرضعة العلوم». من أشهر مدرسيها الحقوقيين الفينيقيين «بابينيانوس» و«أولبيانوس»، الذين اشتهرا خلال حكم الأباطرة السيفريين، والذي كان عملهما أساس قانون جستنيان الأول المعروف «بالبندكتس». دُمرت المدرسة نتيجةً لموجة الزلازل التي ضربت بيروت في سنة551 للميلاد، فنقل طلابها إلى مدينة صيدون. وقتل الزلزال 30,000 بيروتي و250,000 من سكان الساحل الفينيقي، الأمر الذي أفقد بيروت أهميتها خلال السنين المتبقية لها تحت حكم الروم البيزنطينين.

## العصور الوسطى

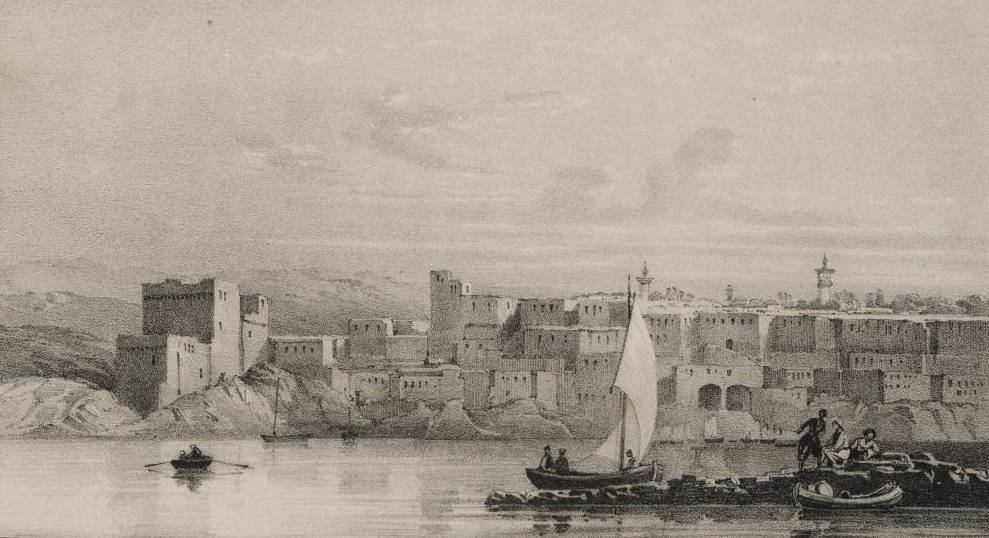
بيروت سنة 1841م

بعد حوالي مائة سنة من دمار المدينة، أي خلال سنة 635م، فتحها العرب بقيادة معاوية بن أبي سفيان في زمن خلافة عمر بن الخطاب ثاني الخلفاء الراشدين الذي أمر بترميمها وتحصينها بالقلاع لحمايتها من هجمات الروم الذين حاولوا عبثاً استعادتها عدة مرات. وفي تلك الفترة لم تحظ بيروت بشهرة كبيرة وأهمية تذكر مثل تلك التي حظيت بها مدينة عكا كمركز تجاري في شرقي المتوسط.
عندما ارتقى معاوية بن أبي سفيان سدة الخلافة الإسلاميّة جلب إلى بيروت قوماً من الفرس وأسكنهم فيها مثلما فعل بغيرها من مدن الساحل الشامي وبعلبك. كانت المدينة خلال عهد الخلفاء الراشدين والأمويين ثم العباسيين، تابعة لدمشق، واتخذها المسلمون في العهود المذكورة رباطاً، أي قاعدة عسكريّة، ومنها انطلقت الجيوش العربيّة التي حملها معاوية على الأسطول الذي فتح به جزيرة قبرص أيام عثمان بن عفان. وفي أيام أبي جعفر المنصور، ثاني الخلفاء العباسيين، ظهر فيها عدد من العلماء البارزين أهمهم عبد الرحمن الأَوزاعي، المعروف باسم «الإمام الأوزاعي» المتوفى سنة 773، وقبره ما يزال موجوداً بالقرب منها عند الجهة الجنوبيّة على ساحل البحر، في منطقة أصبحت تحمل اسمه، وهذا القبر كان وما يزال مقصداً للناس الذين يزورونه ويتبركون به. استعاد ملك البيزنطيين «يوحنا زيميسياس» بيروت عام 974 ولبث فيها نحو سنة، ثم أخرجته منها القوات المصريّة التي أرسبها جوهر الصقلي في أيام العبيديين حكّام مصر في ذلك الحين، وفي زمنهم كانت هذه المدينة تابعة لدمشق المرتبطة رأساً بالقاهرة حاضرة الخلافة العبيديّة يومذاك.

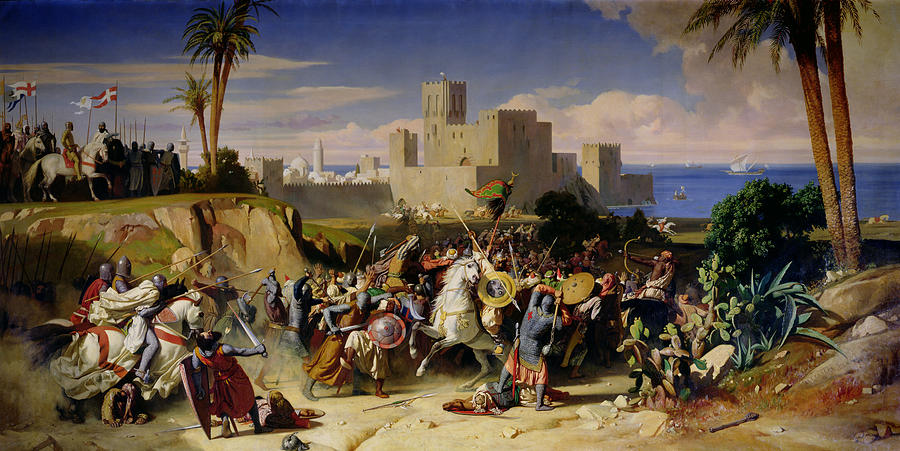
رسم من سنة 1842 يُظهر إعادة احتلال بيروت من قبل الصليبيين سنة 1197.

هاجمت جيوش الصليبيين بيروت سنة 1102، بالرغم من أنها لم تكن مهمة في ذلك الوقت، لكنها امتنعت عليهم وصدتهم، فلما كانت سنة 1110 أعادت هذه الجيوش الكرّة عليها بقيادة «بغدوين الأول» وتمكنت من احتلالها. وبقي الصليبيون في المدينة حتى سنة 1291، وكانت في تلك الفترة تابعة لمملكة بيت المقدس وقد اعتمد ازدهارها في ذلك الوقت على حركة تبادلها التجاري مع أوروبا في البهارات. ومن أشهر القواد الصليبيين الذين حكموا بيروت، «يوحنا الأول سيد إبلين»، الملقب «بسيد بيروت العجوز» (1179–1236) الذي قام بترميم المدينة بعد المعارك المتعددة مع صلاح الدين الأيوبي، كما بنى قصر آل إبلين فيها. استعاد صلاح الدين الأيوبي بيروت في سنة 1187، لكنها عادت إلى الصليبين بعد حوالي عشرة أعوام، وبعد أن زالت الدولة الأيوبية وحلت مكانها دولة المماليك أرسل الملك الأشرف خليل ابن الملك قلاوون الصالحي جيشاً كبيراً إلى المدينة فاستعادها وجعلها تابعة لنيابة طرابلس الشام التي كانت مرتبطة رأساً بالقاهرة مقر السلطة المملوكيّة آنذاك.

## العصور الحديثة
في سنة 1516 تغلب السلطان سليم الأول العُثماني على قنصوه الغوري سلطان المماليك وقضى عليه في معركة مرج دابق شمالي حلب، وتابع زحفه حتى احتل جميع بلاد الشام، ومن ذلك الحين دخلت بيروت في حوزة الدولة العثمانية وكان أول حاكم عُثماني فيها محمد بن قرقماز (قرقماز أوغلو) وهو جركسي. حُكمت المدينة من قبل الأمراء الدروز، تارة من بني عسّاف وتارة من بني سيفا، ابتداءً من القرن السادس عشر، وفي تلك الفترة كانت بيروت مجرد قرية عادية، بعد أن قل فيها التجار وضعفت الأعمال الصناعية، والمهن البحرية، كالصيد وصناعة السفن وترميمها وتزويدها بالمؤن، وذلك إما لانتشار القراصنة في البحر المتوسط في ذلك الوقت، أو لانصراف الكثير من القوافل البحرية إلى الدوران حول أفريقيا عن طريق رأس الرجاء الصالح الذي اكتشف سنة 1498، فتحولت بذلك طريق التجارة مع الهند إليه بدلا من المرافئ اللبنانية. وفي السنوات العشر الأخيرة من القرن السادس عشر للميلاد، تغلب الأمير فخر الدين بن معن على الأمير يوسف بن سيفا الذي كان حاكماً على مدينة طرابلس وبلاد كسروان ومدينة بيروت وانتزع منه المقاطعة الكسروانيّة وبيروت وطرد من هذه المدينة الآغا الذي كان متسلماً عليها من طرف ابن سيفا. وقام فخر الدين خلال القرن السابع عشر بالاعتناء بعمران المدينة بشكل كبير، فازدهرت وانفتحت على أوروبا في أيامه، ومن المعالم التي أنشأها: البرج الذي عُرف فيما بعد باسم برج الكشاف، لأنه أستُعمل مرقباً لاستكشاف المراكب المعادية التي تحاول الإغارة على البلد، وإليه تنسب ساحة البرج الواقعة في الجهة الشرقية منه، والتي أصبحت تعرف اليوم بساحة الشهداء أو ساحة الحرية، وكذلك أنشأ الأمير قصراً له في بيروت بالاستعانة بخبرات بعض المهندسين الإيطاليين، وحديقة للحيوانات، وقام بزيادة عدد أشجار الصنوبر في حرج بيروت وتنسيق تلك الموجودة. وبعد زوال الإمارة المعنية عادت بيروت لتتبع ولاية طرابلس من جديد.

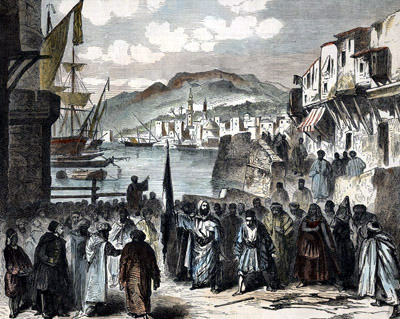
بيروت في سنة 1860، يبدو الأمير عبد القادر الجزائري في وسط الصورة، والذي كان قد قدم للمساعدة على إنهاء النزاع بين الدروز والمسيحيين.

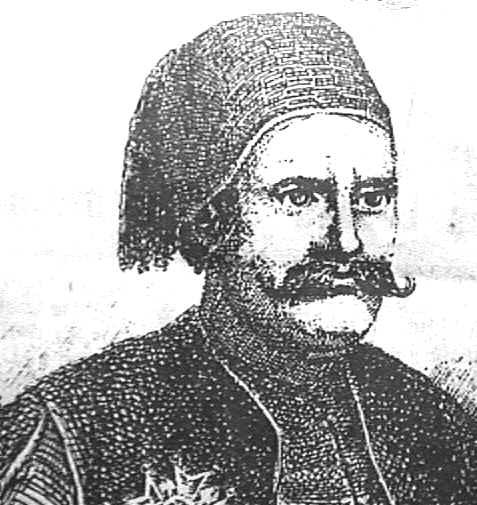
سليمان باشا الفرنساوي، حاكم بيروت من سنة 1831 حتى 1840.

في السنوات الأخيرة من القرن الثامن عشر شهدت بيروت صراعاً شديداً بين حاكمها الشهابي الأمير يوسف وبين أحد أتباعه أحمد باشا الجزار، عندما كان كل منهما يحاول الاستئثار بها وتعرضت خلال هذا الصراع لاحتلالها من قبل أميرال البحر «سبنسكوف» الروسي، الذي كان يقوم بأعمال القرصنة في المياه العثمانيّة لحساب إمبراطورة روسيا كاترين الثانية، فلقد نصّب هذا القرصان مدافع في سهلات البرج ليتمكن من ضرب سور المدينة من قرب، ولهذا السبب أطلق الإفرنج على هذه السهلات اسم «ساحة المدفع»، ولكن احتلال الروس انتهى بعد شهور قليلة بعد أن دفعت لهم المدينة غرامة قدرها 25 ألف ريال بعملة ذلك الزمان. فعاد إليها الجزار وقبض على سيده السابق الأمير يوسف الشهابي بمعاونة ابن أخ الأخير، الأمير بشير الثاني الشهابي المشهور بالمالطي، وأعدمه سنة 1790 في مدينة عكا. في أيام الجزار مُنع الشهابيون من الإقامة في بيروت، وهُدمت بيوتهم التي كانت فيها، كما مُنع أهل جبل لبنان من السكن في هذه المدينة التي ألحقها الوالي المذكور بمدينة عكا التي اتخذها مركزاً له باسم ولاية عكا. والجزار هو الذي بنى السور الذي كان يحيط بيروت من كافة أطرافها ومنع الناس من السكن خارجه، فسجل انخفاض في عدد سكان المدينة إلى 8,000 نسمة في تلك الفترة، وبقي هذا المنع سارياً حتى سنة 1832، ففي هذه السنة اقتحمها إبراهيم باشا بن محمد علي باشا وهدم السور وأباح بناء المساكن خارجه، فعاد لبيروت دورها المهم مرة أخرى.
بقيت بيروت تحت الحكم المصري من سنة 1832 حتى 1841 وهي المدة التي بقيت فيها بلاد الشام في حوزة إبراهيم باشا. وفي هذه الفترة عرفت هذه المدينة تطوراً أساسيًّا شمل سائر مرافقها العُمرانيّة والإداريّة، ونما عدد سكانها يومئذٍ من 8 آلاف نسمة إلى 15 ألفاً، وذلك بسبب امتداد رقعتها إلى خارج السور الذي أمر إبراهيم باشا بهدمه وسمح للناس ببناء مساكنهم في الضواحي التي أصبحت فيما بعد جزءاً من المدينة نفسها، كما ازدهرت أحوالها التجاريّة بسبب اختيارها مركزاً للحجر الصحي، الأمر الذي أجبر جميع القادمين إلى الشام على الخضوع له للتأكد من سلامتهم الصحيّة وخلوهم من الأمراض المعديّة. وخلال عهد المصريين كان حاكم بيروت هو القائد في الجيش المصري سليمان باشا الفرنساوي. في سنة 1841 تمكنت الدولة العُثمانيّة من استعادة سيطرتها على بلاد الشام، فقاموا بنقل كرسي الولاية إليها وعيّنوا عليها والياً من قبلهم اسمه سليم باشا. وفي عهد هذا الوالي بدأت بيروت بالازدهار فازدادت عماراً وسكاناً، وانتقلت إليها تجارة الإفرنج، وعظم شأنها، وكثر مجيء المراكب الأوروبيّة إليها. وخلال أحداث 1860 بين الدروز والمسيحيين، لجأ الكثير من الموارنة النصارى إلى بيروت هربا من المذابح في جبل لبنان ودمشق.

منظر عام لبيروت خلال الثلث الأخير من القرن التاسع عشر.

خلال منتصف القرن التاسع عشر ازداد سكان بيروت وتوسعت المدينة لتتخطى أسوارها. وفي خضم هذا التوسع قامت الإرساليات الغربية ومفكرو العالم العربي بتكوين المدينة. وأصبحت مركز الثقافة والفكر العربي ومركز تنوع عالمي بوجود الأوروبيين والأميركيين. فشركة المياه كانت بريطانية وشركة إمداد الغاز كانت فرنسية فيما أنشأ الأميركيون المدارس والجامعات ومن أشهرها الجامعة الأميركية في بيروت. واشتهرت فيها صناعات وتجارة الحرير. كما أنشأ الفرنسيون مرفأ بحريا عصريا في سنة 1894 ومدوا سكك الحديد بين بيروت ودمشق وحلب في سنة 1907. وكانت السفن الفرنسية تنقل البضائع بين بيروت ومارسيليا وسرعان ما أصبح للفرنسيين تأثير أكبر من أي دولة غربية أخرى، وفي تلك الفترة أخذ السكان يقتدون بالأوروبين في بعض نواحي عيشهم وفي ملبسهم. ونشرت موسوعة بريتانيكا أن توزيع سكان بيروت في سنة 1911 كان كالتالي: مسلمون (36,000 نسمة)، مسيحيون (77,000 نسمة)، يهود (2,500 نسمة)، دروز (400 نسمة)، أجانب (4,100 نسمة).

### المرحلة المعاصرة

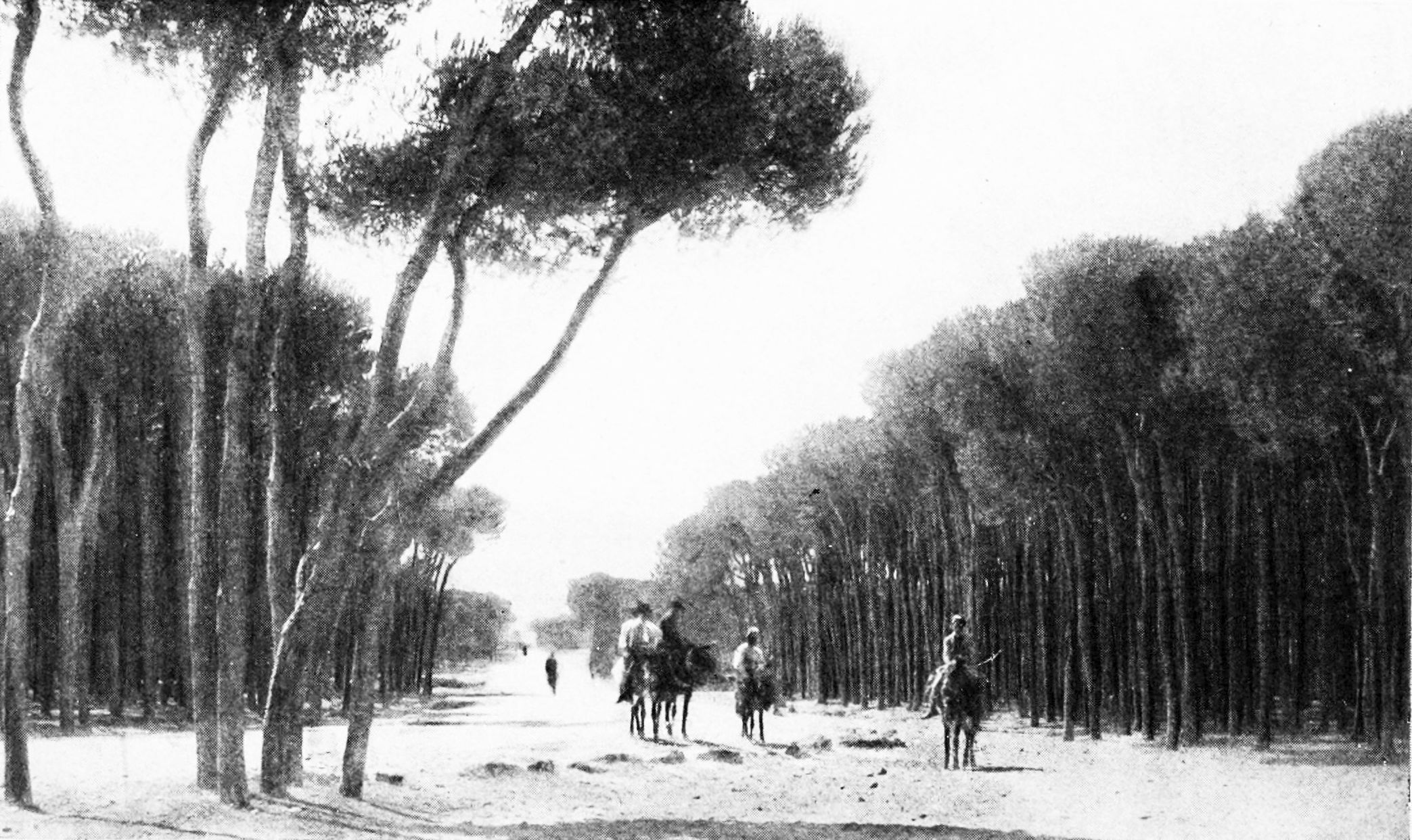
صورة لحرج بيروت سنة 1914.

خلال الحرب العالمية الأولى عصفت المجاعة والأمراض بجبل لبنان نتيجة لبعض التدابير العثمانية الضارة، وبسبب مجريات الحرب، وكنتيجة لهذا لجأ الكثير من أبناء الجبل إلى بيروت للحصول على لقمة عيشهم، وفي تلك الفترة قام بعض الوجهاء البيروتيين بتأسيس بعض الجمعيات التي أخذت على عاتقها تقديم المساعدات والإغاثات للجبليين مما خفف من وطأة الحرب عليهم. وبتاريخ 8 أكتوبر 1918 سقطت المدينة من العثمانيين ووقعت بأيدي قوات الحلفاء بقيادة الجنرال إدموند ألنبي. وأعلنت عصبة الأمم بيروت خاضعة للانتداب الفرنسي مع بقية مناطق جبل لبنان، البقاع وسوريا الكبرى. ثم أعلنها الفرنسيون في 1920 عاصمة لدولة لبنان الكبير، والتي أصبحت الجمهورية اللبنانية في سنة 1926 ولكن لم تنل استقلالها إلا في سنة 1943. وازدهرت بيروت خلال فترة الاستقلال وأصبحت نقطة استقطاب ثقافي واقتصادي لكل محيطها. فأصبحت بمثابة البلد الثاني، أو المصيف للعديد من مواطني العالم العربي. وشهدت بيروت اضطرابات لفترة بسيطة سنة 1958 زمن الرئيس كميل شمعون بسبب الصراع حول حلف بغداد، وخلال فترة الستينات من القرن العشرين أصبحت المدينة تعرف باسم «باريس الشرق». وبعد حرب 1967 مع إسرائيل، أصبحت بيروت مركزاً أساسياً للفدائيين الفلسطينيين الذين حاربوا الأخيرة.

#### سنوات الحرب الأهلية

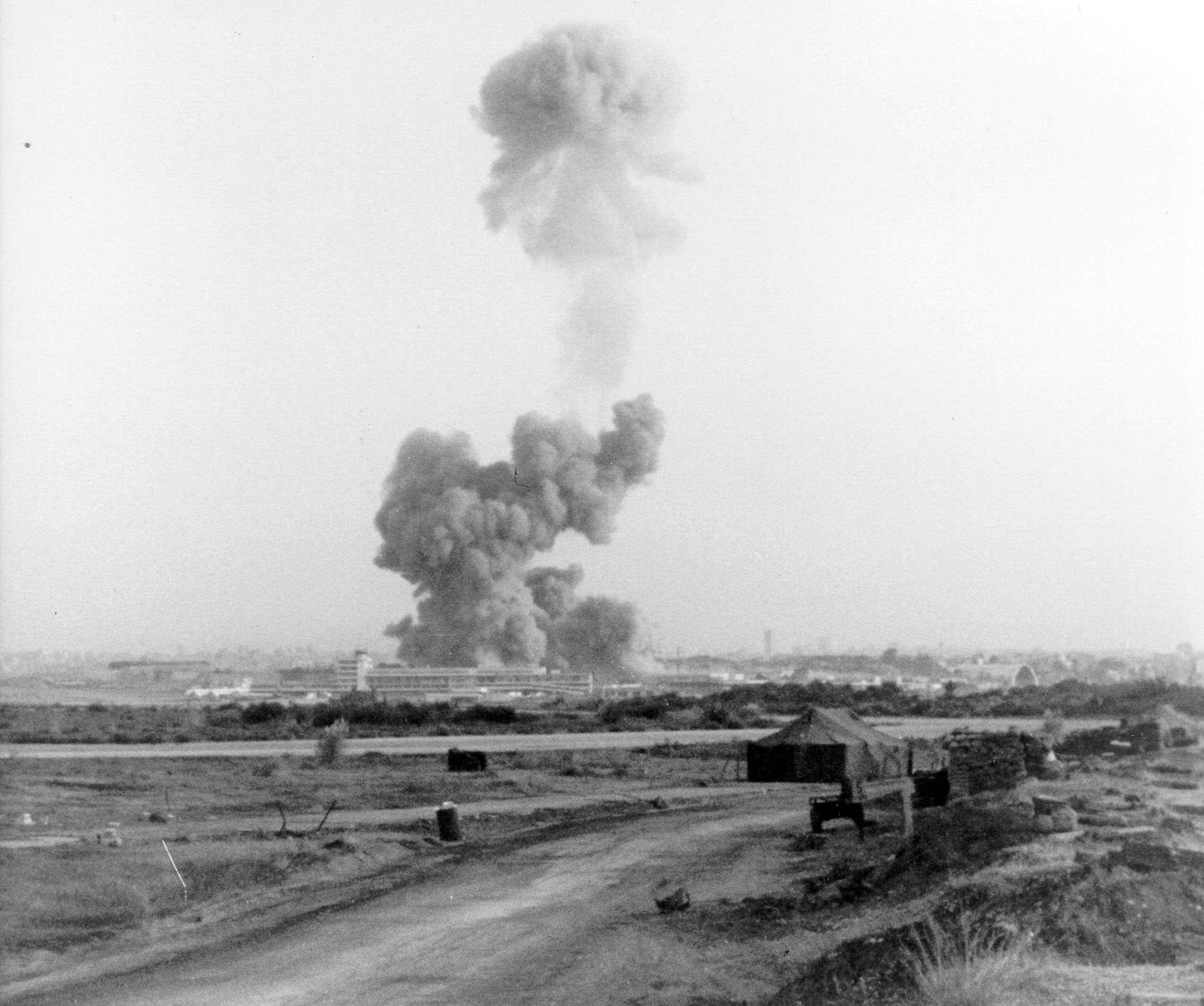
دخان يتصاعد من ركام الثكانات العسكرية التي تم تفجيرها سنة 1983.

الخراب في ساحة الشهداء عام 1982، عندما أصبحت منطقة تماس بين القوى المتنازعة اللبنانية.

وفي العام 1975 اندلعت الحرب الاهلية اللبنانية وقسمت المدينة إلى شطرين: شرقي مسيحي، وغربي مسلم، وعم المدينة الخراب والفوضى. وقام الجيش الإسرائيلي في سنة 1978 باجتياح لبنان واحتلال أراضيه من الجنوب حتى نهر الليطاني في عملية أعطاها الجيش الإسرائيلي اسم هذا النهر ثم توسع الاحتلال في لبنان بعد العدوان الإسرائيلي الثاني في سنة 1982 ليصل مشارف العاصمة ويحاصرها. وفي سنة 1983 تمّ تفجير الثكنات العسكرية الفرنسية والأميركية في المدينة.
وفي سنة 1990 استقر الوضع في لبنان وتوحدت بيروت وعادت إليها حركة العمران بسرعة لتعود مركزا تجارياً وثقافياً مهماً للمنطقة العربية من جديد بجهود جبارة من رئيس الوزراء اللبناني الأسبق رفيق الحريري.
بعد اتفاق الطائف وانتهاء الحرب اللبنانية ومع تولي الرئيس رفيق الحريري الحكومة بدأ إعمار بيروت وإعادتها مجدداً على الساحة الدولية، فبدأ بإعمار وسط بيروت التي قامت شركة سوليدير ببنائه، وغدت بيروت مجدداً باريس الشرق حتى سنة 2005.